# Muntanyes de Kolimà
Les Muntanyes de Kolimà (rus: Колы́мское наго́рье, Kolímskoie Nagórie) és una serralada de muntanyes del nord-est de Sibèria, a l'óblast de Magadan, al llarg de la costa del Mar d'Okhotsk en la regió de Kolimà. Es disposen durant 1,300 quilometres (810 mi) en sentit NW-SW i consten d'una sèrie d'altiplans i crestes puntuades per pics de granit que típicament fan entre 1,500 a 1,800 metres (4,900 a 5,900 ft). El punt més alt és l'Omsukchan de 1,962 metres (6,437 ft).